# Anton Dahlström
Anton Dahlström, född 27 augusti 1990, är en svensk fotbollsspelare.

## Karriär
Dahlström är fostrad i Lyckeby GoIF och har sedan dess spelat i Karlskrona AIF (numera FK Karlskrona år 2009-2010). Därefter spelade han för Mjällby AIF i Allsvenskan.

## Seriematcher & mål
- 2013: 11 / 0 (i Mjällby AIF)
- 2012: 1 / 0 (i Mjällby AIF)
- 2011: 6 / 1 (i Mjällby AIF)
- 2010: 21 / 2 (i Karlskrona AIF)
- 2009: 19 / 0 (i Karlskrona AIF)